# スパマロット
スパマロット（英: Monty Python's Spamalot）は、1975年の映画『モンティ・パイソン・アンド・ホーリー・グレイル』を原案とした、2005年のミュージカル作品である。映画同様、この作品もアーサー王伝説の不遜なパロディであるが、筋書きは映画とやや異なっており、原作映画から「割愛された」ミュージカルという形を取っている。
2005年にブロードウェイで上演されたオリジナル版は、マイク・ニコルズが監督し、第59回トニー賞ミュージカル作品賞を含め、3つのトニー賞最優秀賞を獲得したほか、14部門にノミネートされた。1,500回を超えたオリジナル版のロングランには、200万人以上が足を運び、1億7,500万ドル以上の興行収入を得た。

## ミュージカル・ナンバー
エリック・アイドルはミュージカルのリブレット（脚本と詞）を担当し、作曲にはジョン・デュ・プレが協力した。ミュージカル中の曲のうち、"Knights of the Round Table"（円卓の騎士の歌）と "Brave Sir Robin" はニール・イネスが『モンティ・パイソン・アンド・ホーリー・グレイル』のために作曲したもの、"Always Look on the Bright Side of Life" は『ライフ・オブ・ブライアン』の作中曲としてアイドルが書き下ろしたものである。その他にもパイソンズのテレビシリーズ・オリジナルアルバムから曲が引用されている。
作品には原作映画や他のパイソン作品からの引用が数多く含まれている。例えば『木こりの歌』の一節、『バカ歩き省』への言及、『選挙速報スペシャル』や『死んだオウム』のくだり、"Knights of the Round Table" 中で引用される『スパム』（作品の語源となった部分の歌詞、原作映画にも登場）などである。他にも "Fisch Schlapping Dance" では『フィンランド』と『フィッシュ・スラッピング・ダンス』が引用されている。舞台のブックレットには、"Dik Od Triaanenen Fol (Finns Ain't What They Used To Be)" と題されたミュージカルに関するギャグ・頁が含まれている。これはペイリンが書いたもので、原作映画のクレジットに登場する「偽」スウェーデン語字幕を再録している。
第1幕 (Act I)
- Tuning**
- Overture
- "Historian's Introduction to Act I" – 歴史学者
- "Finland" / "Fisch Schlapping Dance" – 領主、一座
- "Monk's Chant" – 一座
- "King Arthur's Song" – アーサー王、パッツィ*
- "I Am Not Dead Yet" – まだ死んでいないフレッド、ランス、ロビン、死体たち[注釈 1]
- "Come with Me" – アーサー王、湖の乙女、湖の少女たち[注釈 2]
- "Laker Girls Cheer" – 湖の少女たち
- "The Song That Goes Like This" – ガラハッド卿、湖の乙女
- "All for One" – アーサー王、パッツィ、ロビン卿、ランスロット卿、ガラハッド卿、ベディヴィア卿
- "Knights of the Round Table" – 一座
- "The Song That Goes Like This" (Reprise) – 湖の乙女
- "Find Your Grail" – 湖の乙女、一座
- "Run Away!" – 一座
- The Intermission**

第2幕 (Act II)
- "Historian's Introduction to Act II" – 歴史学者
- "Always Look on the Bright Side of Life"[2] – パッツィ、アーサー王、騎士たち、「ニッ」の騎士
- "Brave Sir Robin" – ロビン卿、吟遊詩人たち
- "You Won't Succeed on Broadway" – ロビン卿、アンサンブル
- "Whatever Happened to My Part?" – 湖の乙女
- "Where Are You?" – ハーバート王子
- "Here Are You" – ハーバート王子
- "His Name is Lancelot" – ランスロット卿、ハーバート王子、アンサンブル
- "I'm All Alone" – アーサー王、パッツィ、騎士たち
- "Twice in Every Show" – 湖の乙女、アーサー王
- "Act II Finale: I Am Not Dead Yet (Reprise) / Find Your Grail (Reprise) / The Song That Goes Like This (Reprise II)" – 一座
- "Bows: Always Look on the Bright Side of Life (Reprise)" – 一座、観客

注釈
- *：オリジナル・キャスト・アルバムには未収録。
- **：アルバムには収録されているが実際の公演では未使用の曲。
- また、オリジナル版の曲 "You Won't Succeed On Broadway" は、全英ツアーでは "Star Song" に差し替えられた。

## 登場人物
原作映画にも登場する人物には、略称でキャストを併記した。GCがチャップマン、JCがクリーズ、TGがギリアム、EIがアイドル、TJがジョーンズ、MPがペイリン、NIがニール・イネスを表す。

### キャメロットの騎士たち
- ブリテン王アーサー (GC)：3以上の数を数えられない。
- 殺人をものともしないランスロット卿[注釈 3](JC)：周りとひと味違う騎士で、ほとんど精神病的。
- ランスロット卿ほど勇敢でないロビン卿[注釈 4](EI)：臆病者の騎士だが、ミュージカル劇の世界に精通している。
- 元気よくハンサムなデニス・ガラハッド卿[注釈 5](MP)：颯爽とした美男子だが、かつては政治活動に熱心な小作農だった。
- 腸が奇妙な音を立てるベディヴィア卿[注釈 6](TJ)
- パッツィ (en) （TG、アーサー王の従者/馬[注釈 7]）
- コンコード：ランスロットの従者/馬。胸に矢が刺さっても死なない。
- メイナード修道士 (EI)：キャメロットの聖職者。
- ボーズ卿 (TG)：不運にも殺人ウサギの餌食となる。
- 「この作品には登場しない」卿[注釈 8]：ドン・キホーテの格好をしている。

### その他の登場人物
- 湖の乙女
- まだ死んでいないフレッド
- ロビン卿の先導吟遊詩人 (NI)：口をつぐむべきポイントが分からない。
- スワンプ城の王（ハーバートの父親）[注釈 9](MP)：無慈悲な金の亡者で、音楽・ミュージカルが大嫌いである。
- ハーバート王子 (TJ)：スワンプ城主の息子。歌好きで[注釈 10]、ミニーマウスと同じぐらい身体がごつい。
- フランス人兵士[注釈 11](JC)
- 黒の騎士 (Black Knight (Monty Python)) （声：JC）
- 「ニッ!」の騎士 (Knights who say Ni) の長 (MP)
- 魔法使いティム (JC)
- ガラハッド夫人 (TJ)：ガラハッドの母親で政治活動に熱心な農婦。
- カルバノグの殺人ウサギ (Rabbit of Caerbannog)
- スワンプ城の衛兵 (EI, MP)：片方は単純な概念が理解できず、もう片方はよくしゃっくりをする。
- 2人の歩哨：詳細不明の城におり、ツバメとココナッツの話を楽しそうにしている。
- 歴史学者（ナレーター役）
- 湖の少女たち（湖の乙女のバックダンサー・チアリーダー）
- 円卓の騎士たち：隙あらば踊る。
- ロビンの吟遊詩人一行
- 神 (GC)：ジョン・クリーズそっくりの話し方をする。
- フィンランドの市長 ： このミュージカルに登場するはずのない人物
- 聖杯（ホーリー・グレイル）の持ち主：公演当日に特定の席に座っていた観客

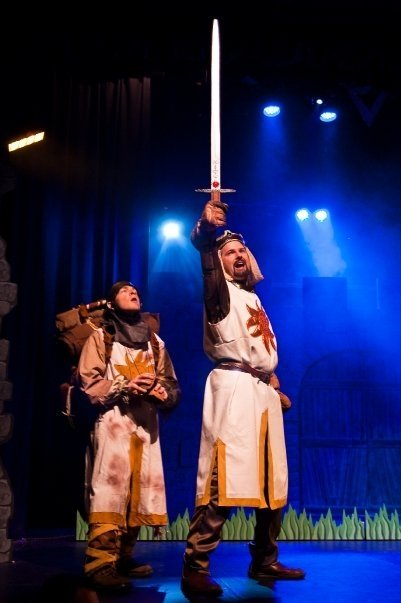
アーサー王とパッツィ。2009年の公演にて。

原作映画に敬意を表し、6人の俳優で登場する男性登場人物のほとんどが演じられ（女性役も一部含む）、複数の役者が一人複数役を担当している。アーサー王・湖の乙女役のみが一人一役である。ブロードウェイ版では、以下のような配役で演じられた。
- ランスロット卿 / 2人目の歩哨 / フランス人兵士 / 「ニッ！」の騎士 / 魔法使いティム
- ロビン卿 / 1人目の歩哨 / メイナード修道士 / 2人目の衛兵
- ガラハッド卿 / スワンプ城主 / 黒の騎士
- パッツィ / フィンランドの領主 / 1人目の衛兵
- ベディヴィア卿 / ガラハッド夫人 / コンコード
- 歴史学者 / ハーバート王子 / まだ死んでいないフレッド / 主席吟遊詩人 / フランス人兵士の親友

パイソン・メンバーが原作映画で演じていた役は一部がひとつにまとめられている。例えば死体収集人とロビン卿（アイドル）、死体を担ぐ大男とランスロット卿（クリーズ）、政治活動に熱心な小作農デニスとガラハッド卿（ペイリン）などである。

### キャスト
| 公演 （映画版キャスト）                                                                                    | ブリテン王 アーサー （チャップマン）        | 湖の乙女 （ — ）                                                 | パッツィ （ギリアム）    | ランスロット卿 （クリーズ） | ガラハッド卿 （ペイリン）   | ロビン卿 （アイドル）            | ベディヴィア卿 （ジョーンズ） | ハーバート王子 （ジョーンズ） |
| --- | ------------------------------------------- | ---------------------------------------------------------------- | ------------------------ | --------------------------- | --------------------------- | -------------------------------- | ----------------------------- | ----------------------------- |
| シカゴ（2004年） ブロードウェイ初演（2005年）                                                              | ティム・カリー                              | サラ・ラミレス                                                   | マイケル・マクグラス     | ハンク・アザリア            | クリストファー・シーバー    | デヴィッド・ハイド・ピアース     | スティーヴ・ローズン          | クリスチャン・ボール          |
| 全米ツアー （1回目、2006年）                                                                               | マイケル・シベリー (en)                     | ピア・グレン                                                     | ジェフ・デュマ (en)      | リック・ホームズ            | ブラッドリー・ディーン (en) | デイヴィッド・ターナー           | クリストファー・ガー          | トーマス・デックマン          |
| ウェストエンド初演 （2006年）                                                                              | ティム・カリー                              | ハンナ・ワディンガム                                             | デイヴィッド・ビレル     | トム・グッドマン＝ヒル      | クリストファー・シーバー    | ロバート・ハンズ                 | トニー・ティンバーレイク      | ダレン・サウスワース          |
| 全英ツアー （2010年）                                                                                      | フィル・ジューピタス                        | ジョディー・プレンガー ヘイリー・タマドン エイミー・ナットオール | トッド・カーティ         | グレアム・マクダフ          | サイモン・リプキン          | サミュエル・ホームズ             | ロビン・アームストロング      | デイヴィッド・リンガム        |
| 全米ツアー （2回目、2010年）                                                                               | スティーヴ・マッコイ                        | キャロライン・バウマン (en)                                      | グレン・ギロン           | アダム・グラバウ            | ジェイコブ・L・スミス       | マーティン・グライヤー           | マット・バン                  | ジョン・ギャリー              |
| ウェストエンド再演 （2012年）                                                                              | マーカス・ブリグストック ジョン・カルショー | ボニー・ラングフォード                                           | トッド・カーティ         | キット・オートン            | ジョン・ロビンス            | ロブ・デラニー                   | ロビン・アームストロング      | アダム・エリス                |
| ハリウッド・ボウル （2015年）                                                                              | クレイグ・ロビンソン                        | マール・ダンドリッジ                                             | ワーウィック・デイヴィス | リック・ホームズ            | クリスチャン・スレーター    | ジェシー・タイラー・ファーガソン | ケヴィン・チェンバリン        | トーマス・デックマン          |
| 1. 2. 3. 4. 5. 6. 7. 8. 9. 10. 11. 12. 13. 14. 15. 16. 17. 18. 19. 20. 21. 22. 23. 24. 25. 26. 27. 28. 29. |                                             |                                                                  |                          |                             |                             |                                  |                               |                               |

## タイトル
ミュージカルの制作者の1人で、モンティ・パイソンのメンバー、エリック・アイドルは、2004年のプレスリリースでタイトルについてこう説明している。
I like the title Spamalot a lot. We tested it with audiences on my recent US tour and they liked it as much as I did, which is gratifying. After all, they are the ones who will be paying Broadway prices to see the show. It comes from a line in the movie which goes: "we eat ham, and jam, and Spam a lot."
（訳：「自分はこの『スパマロット』ってタイトルがとても好きだよ。こないだのアメリカツアーで観客の反応を試したけれど、みんな自分と同じくらい気に入ってくれたらしくて、嬉しいことだね。結局、彼らは公演のためにブロードウェイでのチケット代を払うような人たちなんだ。タイトルは映画の台詞から来てるんだ — 『ハムもジャムもスパムも食べるよ』ってね」）

## パイソンメンバーの反応
日本公演に当たって作品製作の経緯を聞かれたアイドルは、2000年頃から脚本を書き始め、数曲のデモテープと共に送ったところ、メンバーから快諾されたと答えている。しかしながら、完成した作品にはパイソン・メンバーから賛否両論が噴出した。
オーディオ・インタビューに答えたテリー・ギリアムは、作品について「ライト版パイソン」（英: Python-lite）と答えた。後にBBCニュースのインタビューに答えたギリアムは、「年金を助けて、パイソンズを生き存えさせているよ」と述べた。
ギリアムと原作映画を監督したテリー・ジョーンズは、2005年5月に率直な意見を表明し、「『スパマロット』は完全に的外れだ。雰囲気で充ち満ちている」「関心のあることをやるのが好きだ。自分の優先順位リストで、パイソンを復活させるのはあまり高くないところにある」と述べた。一方で、ブロードウェイ公演の直後に収録されたラジオインタビューで作品について問われた時には、「ああ、あれは物凄く良くて面白いと思う。あの作品を好きな観客を観るのは素晴らしいね。[中略]あれは本当の『パイソン』じゃない。大部分エリック[・アイドル]のものだ」と述べた。
2006年10月のインタビューでマイケル・ペイリンは、「みんな『スパマロット』がよくやっていることに大喜びしている。みんな受益者だからね！素晴らしいショーだよ。全員で書いたものじゃないから『パイソン』ではないけれど、誰一人として集まって『パイソン』の舞台を書こうとしなかったんだ。エリックは次第に堪忍袋の緒が切れて、『じゃあ、それなら自分でやろうじゃないか』と言ったんだ。彼はこっちに小片や曲やら全てを送ってきて、僕らは『ああ、これなら構わない、進めてくれ』と言った。結果はエリック含め全員が驚くほどの大ヒットで、今じゃみんな、幾分不十分だったけども協力したことを誇っているよ」と述べている。
2008年に『ラスヴェガス・レビュー・ジャーナル』のインタビューを受けたジョン・クリーズは、次のように答えている。
記事でも言及されているように、クリーズはミュージカル用に「神」の声を収録したが、アイドルがのちに再録音したため、一時期ふたりの関係が冷え込んだことが知られている。

## 作品の批評と興行収入

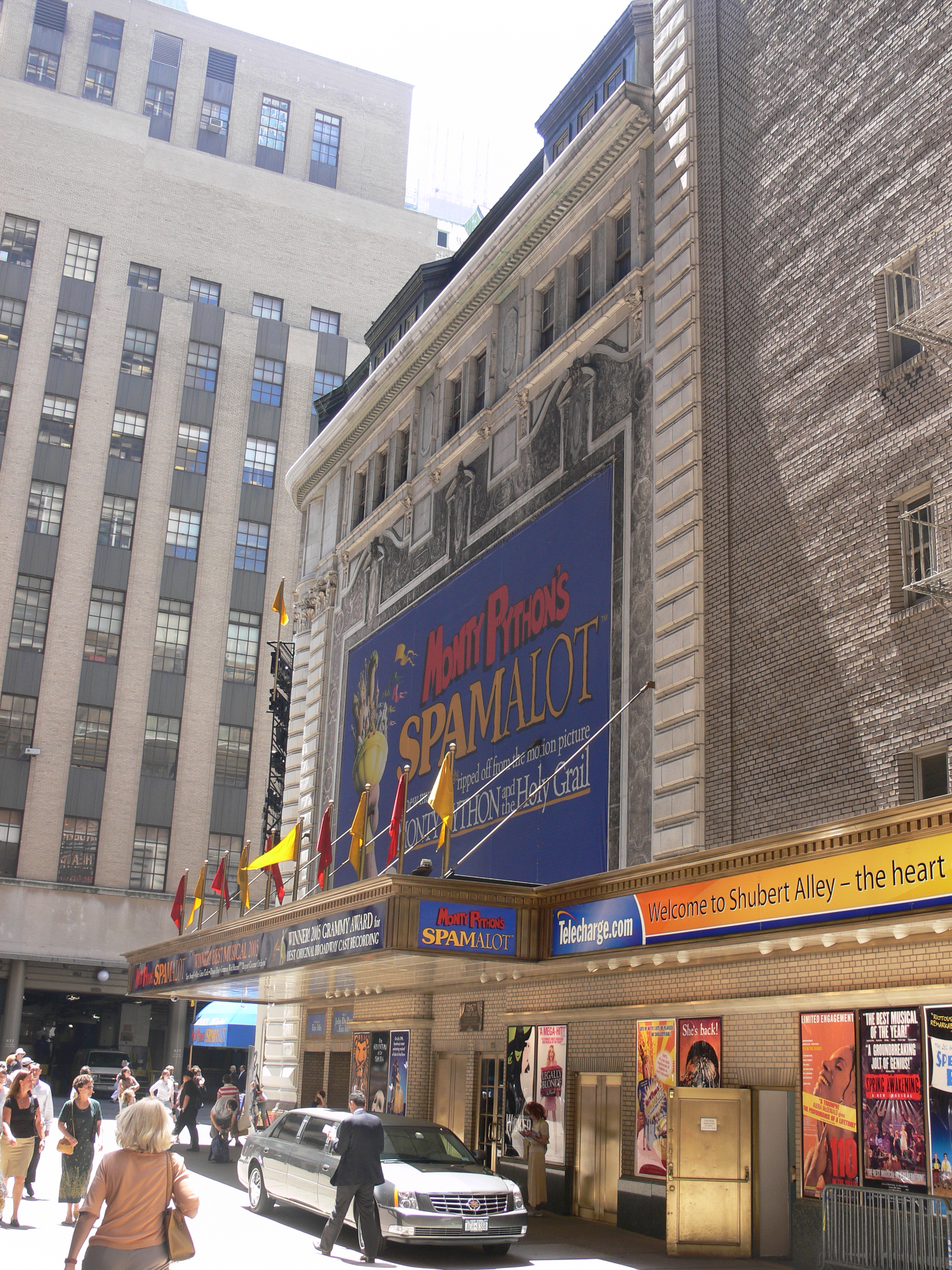
2005年、ブロードウェイ・シューバート劇場での公演

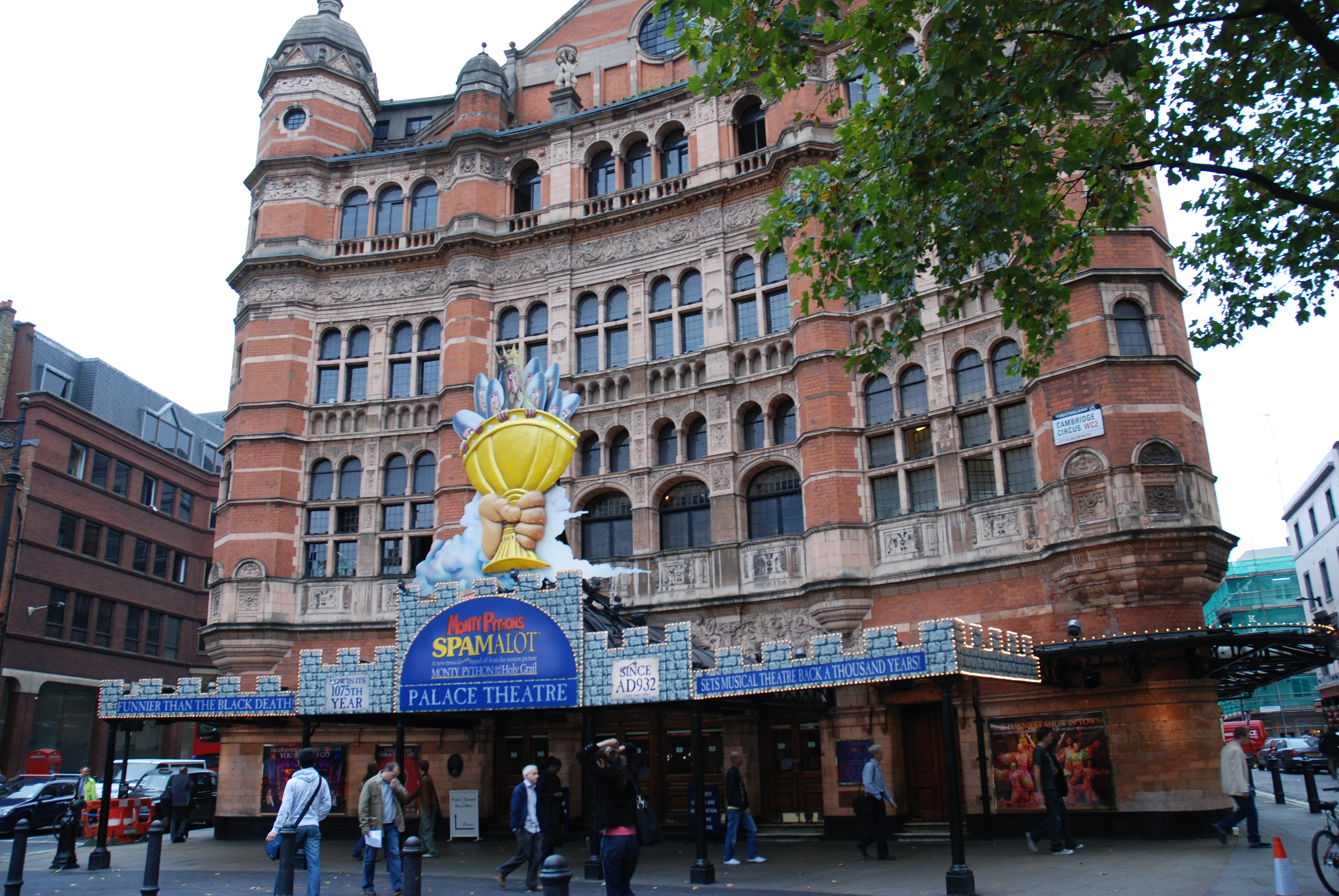
2008年の10月、ロンドン・パレス劇場での公演

オリジナル版は興行的・批評的に成功を収め、『バラエティ』誌では、予約販売で1,800万ドルもの売り上げがあったと報じた（チケットの金額は36ドルから179ドルまで）。ロンドン・ウェスト・エンドに移ってから、舞台はすぐに大成功した。チケット予約販売の大盛況を受け、公演開始の4ヶ月前に4週間の上演延長が決定されたほどだった。
ブロードウェイのミュージカル・ファンたちは、他のミュージカルやジャンル一般への言及を賞賛している。作品には次のような言及が含まれる。"The Song That Goes Like This" はアンドルー・ロイド・ウェバー作品や、ブロードウェイ作品に登場するパワー・バラードのパロディである。騎士たちは『屋根の上のバイオリン弾き』や『ウエスト・サイド物語』を思わせる曲に合わせて踊っている。"His Name Is Lancelot" では、ランスロット卿がピーター・アレンの真似をする。「この作品には登場しない」卿は『ラ・マンチャの男』に登場するドン・キホーテの格好をしている。フランス軍の兵隊には、『レ・ミゼラブル』に登場するエポニーヌの格好をした者がいる。ハーバート王子の歌には、スティーヴン・ソンドハイムの『カンパニー』中の "Another Hundred People" から引用された一節がある。"You Won't Succeed (On Broadway)"は『プロデューサーズ』や『イエントル』（『愛のイエントル』の原作）のパロディである。
『スレート』のサム・アンダーソンは、「パイソンは『スパマロット』で描かれるような怠惰なコメディ的なものに対する反応の中で作り上げられたものだ—ペイリンがかつて『簡単で謳い文句のような反応』と言っていたもので、メンバーは過去の作品に迎合せざるを得なくなった」「『スパマロット』は、ポスト・パイソンの搾取という長過ぎて面白くもない慣習—本やアクション・フィギュア、テレビゲーム—を持った、けばけばしいクライマックスだ。[慣習とは]引用文を本来の場所で使って元々の作品を上演する代わりに、古い素材を一連のスローガンのように扱う[ことである]」と述べた。
ウェストエンド版には絶賛のレビューも寄せられた。『デイリー・テレグラフ』のチャールズ・スペンサーは、作中のジョークを引用しつつ記事を書き、「素晴らしい夜で、そうでない感想を寄せた人には誰でも屁をひってやる」（英: "It's a wonderful night, and I fart in the general direction of anyone who says otherwise"）と述べた。『インデペンデント』紙のポール・テイラーは、「作品は、パイソン由来の基本的な素材だけでなく、素晴らしいベテランであるマイク・ニコルズの監督で加わった驚くべきスピード、ウィット、生意気さ、ショービジネスへの抜け目無さのおかげで、観る人を大いに笑わせて弱らせる」と評した。『ガーディアン』紙のマイケル・ビリントンはそこまで熱狂せず、「ふざけまくったミュージカルを楽しく観ている間、ショーのニューヨークにある起源は、「ユダヤ人無しでショービズの成功なんてできない」と述べる常軌を逸したナンバーで明確に表されていた。これは大西洋のこちら側ではあまり受けないブロードウェイの内輪ネタだ」と述べた。ビリントンはさらに、「皮肉はあったが一晩保たせるには不十分だった。胸に手を当てて、わたしはエリック・アイドルの生意気な『スパマロット』より、ラーナーやロウの『キャメロット』が観たかったのだ」と付け加えた。

### ココナツ・オーケストラの世界記録
2006年3月22日、ブロードウェイ初演から1周年を記念し、劇場外のニューヨーク・シュバート・アリーで1,789人が半分に割ったココナツ殻を叩き、「世界最大のココナツ・オーケストラ」（英: "World's Largest Coconut Orchestra"）として演奏した。この演奏はギネス世界記録に認定されたが、2007年4月23日にトラファルガー広場で行われた5,567人の演奏によって塗り替えられた。後者にはロンドン版の出演者や、パイソンズのジョーンズ・ギリアムも参加し、"Always Look on the Bright Side of Life" 曲中の口笛に合わせてココナツが打ち鳴らされた。これはこの年のゲオルギオスの日を祝って行われたもので、この後『モンティ・パイソン・アンド・ホーリー・グレイル』の上映も行われた。

## 受賞とノミネート
オリジナル版のブロードウェイ公演では、湖の乙女役を演じるサラ・ラミレスが、"I've no Grammy, no reward/I've no Tony Award."（意味：「グラミーなんて取ってないわ、賞だって1つも、トニー賞だって」）と歌い上げる。皮肉なことに、公演のオリジナル・キャストで収録したアルバムは2006年のグラミー賞最優秀ミュージカル・ショー・アルバム賞を獲得し、ラミレス自身は2005年のトニー賞ミュージカル助演女優賞を獲得した。この2つの賞を受賞したことで、劇中の曲 "The Diva's Lament" の歌詞は少しずつ変更された。元々、この曲の歌詞は "My Tony Award/won't keep me out of Betty Ford's (en) "（意味：私のトニー賞は自分をベティ・フォーズから自由にしてくれない）というものだった。ローレン・ケネディがサラ・ラミレスの役を引き継いだ際には、歌詞が "My predecessor won awards/and now she's in Betty Ford's"（意味：私の前任者は賞は取ったけれど、今はベティ・フォーズにいるわ）となり、後にもう1度 "All our Tony Awards/won't keep me out of Betty Ford's."（意味：私たちの獲ったトニー賞はみんな自分をベティ・フォーズから自由にしてくれない）と変えられた。また、ツアーにおいては、ピア・グレン（英: Pia Glenn）が "All our goddamn awards/won't keep me out of Betty Ford's." との歌詞で歌っている。またロンドン公演では、ハンナ・ワディンガムが "I'm as depressed as I can be/ I've got constant PMT."（意味：「これ以上ないくらい憂鬱だわ、いつも生理前みたいに憂鬱」）と歌っている。
ツアー公演には、ボストン・エリオット・ノートン賞（英: Boston's Elliot Norton Award for Outstanding Visiting Production）の賞も与えられている。

### オリジナル版・ブロードウェイ公演
| 年   | 賞名                         | 部門                                   | 対象者                                  | 結果       |
| ---- | ---------------------------- | -------------------------------------- | --------------------------------------- | ---------- |
| 2005 | トニー賞                     | ミュージカル作品賞                     | –                                       | 受賞       |
| 2005 | トニー賞                     | ミュージカル脚本賞                     | エリック・アイドル                      | ノミネート |
| 2005 | トニー賞                     | オリジナル楽曲賞                       | ジョン・デュ・プレ、 エリック・アイドル | ノミネート |
| 2005 | トニー賞                     | ミュージカル主演男優賞                 | ハンク・アザリア                        | ノミネート |
| 2005 | トニー賞                     | ミュージカル主演男優賞                 | ティム・カリー                          | ノミネート |
| 2005 | トニー賞                     | ミュージカル助演男優賞                 | マイケル・マクグラス                    | ノミネート |
| 2005 | トニー賞                     | ミュージカル助演男優賞                 | クリストファー・シーバー                | ノミネート |
| 2005 | トニー賞                     | ミュージカル助演女優賞                 | サラ・ラミレス                          | 受賞       |
| 2005 | トニー賞                     | ミュージカル演出賞                     | マイク・ニコルズ                        | 受賞       |
| 2005 | トニー賞                     | 振付賞                                 | ケイシー・ニコロウ                      | ノミネート |
| 2005 | トニー賞                     | 編曲賞                                 | ラリー・ホークマン                      | ノミネート |
| 2005 | トニー賞                     | ミュージカル装置デザイン賞             | ティム・ハトリー                        | ノミネート |
| 2005 | トニー賞                     | ミュージカル衣装デザイン賞             | ティム・ハトリー                        | ノミネート |
| 2005 | トニー賞                     | ミュージカル照明デザイン賞             | ヒュー・ヴァンストーン                  | ノミネート |
| 2005 | ドラマ・デスク・アワード     | ミュージカル作品賞                     | –                                       | 受賞       |
| 2005 | ドラマ・デスク・アワード     | ミュージカル脚本賞                     | エリック・アイドル                      | ノミネート |
| 2005 | ドラマ・デスク・アワード     | ミュージカル男優賞                     | ハンク・アザリア                        | ノミネート |
| 2005 | ドラマ・デスク・アワード     | ミュージカル男優賞                     | デヴィッド・ハイド・ピアース            | ノミネート |
| 2005 | ドラマ・デスク・アワード     | ミュージカル助演男優賞                 | クリスティアン・ボール                  | ノミネート |
| 2005 | ドラマ・デスク・アワード     | ミュージカル助演男優賞                 | マイケル・マクグラス                    | ノミネート |
| 2005 | ドラマ・デスク・アワード     | ミュージカル演出賞                     | マイク・ニコルズ                        | ノミネート |
| 2005 | ドラマ・デスク・アワード     | 振付賞                                 | ケイシー・ニコロウ                      | ノミネート |
| 2005 | ドラマ・デスク・アワード     | 編曲賞                                 | ラリー・ホークマン                      | ノミネート |
| 2005 | ドラマ・デスク・アワード     | 作詞賞                                 | エリック・アイドル                      | 受賞       |
| 2005 | ドラマ・デスク・アワード     | 装置デザイン賞                         | ティム・ハトリー                        | ノミネート |
| 2005 | ドラマ・デスク・アワード     | 衣装デザイン賞                         | ティム・ハトリー                        | 受賞       |
| 2005 | ドラマ・リーグ・アワード     | Distinguished Performance              | サラ・ラミレス                          | ノミネート |
| 2005 | シアター・ワールド・アワード | –                                      | ハンク・アザリア                        | 受賞       |
| 2006 | グラミー賞                   | 最優秀ミュージカル・ショー・アルバム賞 | –                                       | 受賞       |

### オリジナル版・ロンドン公演
| 年   | 賞名                     | 部門                         | 対象者                 | 結果       |
| ---- | ------------------------ | ---------------------------- | ---------------------- | ---------- |
| 2007 | ローレンス・オリヴィエ賞 | 最優秀新作ミュージカル賞     | –                      | ノミネート |
| 2007 | ローレンス・オリヴィエ賞 | 最優秀ミュージカル男優賞     | ティム・カリー         | ノミネート |
| 2007 | ローレンス・オリヴィエ賞 | 最優秀ミュージカル女優賞     | ハンナ・ワディンガム   | ノミネート |
| 2007 | ローレンス・オリヴィエ賞 | 最優秀ミュージカル助演俳優賞 | トム・グッドマン＝ヒル | ノミネート |
| 2007 | ローレンス・オリヴィエ賞 | 最優秀装置デザイン賞         | ティム・ハトリー       | ノミネート |
| 2007 | ローレンス・オリヴィエ賞 | 最優秀衣装デザイン賞         | ティム・ハトリー       | ノミネート |
| 2007 | ローレンス・オリヴィエ賞 | 最優秀照明デザイン賞         | ヒュー・ヴァンストーン | ノミネート |

## 訴訟問題
パイソンズは『モンティ・パイソン・アンド・ホーリー・グレイル』のプロデューサーだったマーク・フォーステイターから『スパマロット』の著作権使用料に関する訴訟を起こされ、2013年に敗訴した。彼はパイソンズに支払われる利益の14分の1を得ることになった。パイソンズは訴訟に関連して合計80万ドルの出費を余儀なくされ、これが2014年の『モンティ・パイソン 復活ライブ!』開催に繋がった。

## 各地での公演

### 日本公演
2012年、『モンティ・パイソンのスパマロット』の題名で演じられた。公演に当たってアイドル出演の特別動画が公開されたほか、実際に来日して記者会見に出席した。企画・脚色・演出は福田雄一。その後2015年、2021年に再演されている。再演時の題名は『モンティ・パイソンのSPAMALOT』。
- 公演期間

2012年
2012年1月9日 - 1月22日（赤坂ACTシアター）
2012年2月2日 - 2月5日（森ノ宮ピロティホール）
2015年
2015年2月16日 - 3月1日（赤坂ACTシアター）
2015年3月6日 - 3月8日（森ノ宮ピロティホール）
2015年3月14日 - 3月15日（福岡市民会館大ホール）
2021年
2021年1月18日 - 2月14日（東京建物 Brillia HALL）
2021年2月18日 - 2月23日（オリックス劇場）
2021年2月26日 - 2月28日（福岡市民会館大ホール）
主な配役
|                | 2012年                 | 2015年                 | 2021年               |
| -------------- | ---------------------- | ---------------------- | -------------------- |
| アーサー王     | ユースケ・サンタマリア | ユースケ・サンタマリア | 山田孝之             |
| ランスロット卿 | 池田成志               | 池田成志               | 賀来賢人             |
| ロビン卿       | 戸次重幸（TEAM NACS）  | 貴水博之               | 小関裕太             |
| ガラハッド卿   | 賀来賢人               | 松下優也               | 三浦宏規             |
| マルチ         | ムロツヨシ             | ムロツヨシ             | じろう（シソンヌ）   |
| ベデヴィア卿   | 皆川猿時               | 皆川猿時               | 長谷川忍（シソンヌ） |
| パッツィ       | マギー                 | マギー                 | 矢本悠馬             |
| 湖の貴婦人     | 彩吹真央               | 平野綾                 | 新妻聖子             |